# Bradwell, Essex
Bradwell eller Bradwell juxta Coggeshall eller Bradwell-next-Coggeshall är en by och en civil parish i Braintree i Storbritannien. Den ligger i grevskapet Essex och riksdelen England, i den sydöstra delen av landet, 70 km nordost om huvudstaden London. Orten har 512 invånare (2001).